# Rendez-vous z Violettą Villas
Rendez-vous z Violettą Villas – pierwszy album Violetty Villas. Wydany w 1962 roku zawierał jedne z pierwszych nagrań wokalistki.

## Lista utworów - LP
Strona A
1. Granada
2. To mówią marakasy
3. Tiritomba
4. Wiatraki na wzgórzu

Strona B
1. Malaquena
2. Spójrz prosto w oczy
3. Wracam
4. Niezwykły dzień